# Бојн Волс (Мичиген)
Бојн Волс (енгл. Boyne Falls) град је у америчкој савезној држави Мичиген.

## Демографија
По попису из 2010. године број становника је 294, што је 76 (-20,5%) становника мање него 2000. године.
| Група             | 2000.       | 2010.       |
| Белци             | 361 (97,6%) | 278 (94,6%) |
| Афроамериканци    | 0 (0,0%)    | 2 (0,7%)    |
| Азијати           | 1 (0,3%)    | 1 (0,3%)    |
| Хиспаноамериканци | 1 (0,3%)    | 2 (0,7%)    |
| Укупно            | 370         | 294         |